# فرشتگان چارلی (مجموعه تلویزیونی)
فرشتگان چارلی (در انگلیسی: Charlies Angels) یک مجموعه تلویزیونی موفق در دهه ۷۰ میلادی بود که بارها بازسازی شده و مجموعه فیلم‌هایی در سینمای هالیوود از آن ساخته شده‌است.
از بازیگران نخستین مجموعه تلویزیونی فرشتگان چارلی می‌توان فارا فاست را نام برد.

## نسخه‌های سینمایی
فرشتگان چارلی ۱ (۲۰۰۰)

فرشتگان چارلی ۲(زدن به سیم آخر)(۲۰۰۳)

فرشتگان چارلی برگرفته شده از سریالی تلویزیونی با همین نام است که در سال‌های ۱۹۷۰ ساخته شده‌است.
گروه "فرشتگان چارلی" را سه دختر زیبا با نام های"ناتالی کوک"(کامرون دیاز)،" دیلان سندرز"( درو باریمور) و "الکس ماندی"( لوسی لیو) تشکیل می‌دهند.
هر کدام از اعضای گروه "فرشتگان چارلی" برای دستگیر کردن افراد تحت تعقیبشان، مهارت واستعداد خاص خودشان را بکار می‌برنند.
"فرشتگان چارلی" در تغییر قیافه، استفاده از لباس مبدل، جاسوسی و ورزش‌های رزمی تبحر و مهارت خاصی دارند.

## بازیگران دو فیلم سینمایی اول
۱.کامرون دیاز: در سال ۱۹۷۲ در سن‌دیه‌گو در کالیفرنیا به دنیا آمد. در ۱۶ سالگی برای اینکه حرفه‌اش را به عنوان مدل لباس ادامه دهد، دبیرستان را ترک می‌کند.
زمانی که اولین فیلمش یِعنی ماسک را در کنار "جیم کری" بازی کرد، کاملاً ناشناخته بود. او در تعدادی فیلم مشهور مانند: عروسی بهترین دوستم، ترس و نفرت در لاس وگاس، جان مالکوویچ بودن و دار و دسته‌های نیویورکی بازی کرده‌است.
۲.درو باریمور: در سال ۱۹۷۵ در لس‌آنجلس به دنیا آمد. پدر و مادر و تمام خانواده پدری‌اش از بازیگران مطرح سینما، تئاتر و تلویزیون بودند. به همین دلیل برای حضور در سینما و تلویزیون با مشکلی روبرو نشد.
باریمور با بازی در این فیلم در ۹ سالگی به یک شهرت افسانه‌ای دست یافت. در همین زمان بود که او شروع به نوشیدن مشروبات الکلی کرد و پس از مدتی به مواد مخدر نیز اعتیاد شدیدی پیدا کرد. به همین علت مدتی درهیچ فیلم مطرحی بازی نکرد.
پس در ترک اعتیاد در سالهای اولیه دهه ۱۹۹۰ دوباره تبدیل به یک ستاره شد. فیلم‌های مهم او در این دوره عبارت اند از : بتمن برای همیشه، جیغ، همه می‌گویند عاشقتم و اعترافات یک ذهن خشن
۳.لوسی لیو